# Залокотська сільська рада
| Залокотська сільська рада — орган місцевого самоврядування у Дрогобицькому районі Львівської області з адміністративним центром у с. Залокоть. Історична дата утворення: в 1939 році. Водоймища на території, підпорядкованій даній раді: річка Бистриця. Сільській раді підпорядковані населені пункти: - с. Залокоть |

## Склад ради
Рада складається з 16 депутатів та голови.

### Керівний склад ради
| ПІБ                     | Основні відомості                                                                              | Дата обрання | Дата звільнення |
| ----------------------- | ---------------------------------------------------------------------------------------------- | ------------ | --------------- |
| Куцик Василь Васильович | Сільський голова, 1958 року народження, освіта                                                 | 26.03.2006   | 31.10.2010      |
| Куцик Василь Васильович | Сільський голова, 1958 року народження, освіта середня спеціальна, член Народного Руху України | 31.10.2010   |                 |

Примітка: таблиця складена за даними джерела